# Michail Pavlovič Grabbe
Michail Pavlovič Grabbe in russo Михаил Павлович Граббе? (San Pietroburgo, 1834 – Kars, 6 novembre 1877) è stato un generale russo.

## Biografia
Figlio del generale Pavel Khristoforovič Grabbe, Michail nacque nel 1834 e, ancora giovanissimo, decise di seguire le orme paterne, intraprendendo la carriera militare come anche il fratello maggiore. Dopo essersi diplomato nel corpo dei paggi imperiali, entrò in servizio nel reggimento dei cacciatori dello zar come sottotenente nel 1853, venendo  trasferito poco dopo nel Caucaso allo scoppio delle ostilità, e prendendo parte all'assedio di Kars. Alla fine della campagna, ottenne diverse onorificenze ed una spada d'oro al coraggio.
Nel 1867 Michail venne promosso colonnello comandante del 79º reggimento di fanteria Kurinsky, ma il 3 gennaio 1868 ricevette una pesante ferita che lo costrinse nel 1870 a lasciare il comando del suo reggimento. Con l'inizio della guerra russo-turca (1877-1878), Grabbe tornò in servizio, fu nominato maggiore generale, comandante della 2ª brigata della 1ª divisione granatieri e inviato Kars dove vi fu un nuovo assedio.
La notte del 6 novembre, durante l'assalto a Kars, rimase ucciso nell'attacco al forte di Kanly. Sua moglie Anna Alekseevna (1844-1928), figlia del famoso pensatore Aleksej Stepanovič Chomjakov, gli sopravvisse per più di mezzo secolo.